# Linares Club de Fútbol
El Linares Club de Fútbol fou un club de futbol andalús de la ciutat de Linares.

## Història
El club va ser fundat el 1961 i desaparegué el 1990. Va arribar a jugar cinc temporades a Segona Divisió, quatre d'elles consecutives (1980–84). Ha rebut les següents denominacions:
- Grupo de Empresa Santana (1961-1962)
- Santana-Linares Club de Fútbol (1962-1967)
- Linares Club de Fútbol (1967-1990)

Els principals clubs de la ciutat amb el pas dels anys han estat:
- Sociedad Gimnástica Linarense (1909-1920)
- Linares Fútbol Club (1920-1929)
- Gimnástica Linarense (1929-1931)
- Deportivo Fútbol Club (1931-1933)
- Linares Deportivo (1940-1946)
- Club Atlético Linares (1946-1952)
- Club Deportivo Linares (1952-1968)
- Linares Club de Fútbol (1961-1989)
- Club Deportivo Linares (1990-2009)
- Linares Deportivo (2009–present)

## Temporades
Font:
| Temporada | Nivell | Divisió         | Posició | Copa del Rei |
| --------- | ------ | --------------- | ------- | ------------ |
| 1962-1965 | 4      | Regional        | —       |              |
| 1965-66   | 3      | Tercera Divisió | 11è     |              |
| 1966-67   | 3      | Tercera Divisió | 7è      |              |
| 1967-68   | 3      | Tercera Divisió | 5è      |              |
| 1968-69   | 3      | Tercera Divisió | 11è     |              |
| 1969-70   | 3      | Tercera Divisió | 10è     |              |
| 1970-71   | 4      | Regional        | 1r      |              |
| 1971-72   | 3      | Tercera Divisió | 16è     |              |
| 1972-73   | 3      | Tercera Divisió | 1r      |              |
| 1973-74   | 2      | Segona Divisió  | 20è     |              |
| 1974-75   | 3      | Tercera Divisió | 3r      |              |
| 1975-76   | 3      | Tercera Divisió | 4t      |              |
| 1976-77   | 3      | Tercera Divisió | 4t      |              |

| Temporada | Nivell | Divisió          | Posició | Copa del Rei |
| --------- | ------ | ---------------- | ------- | ------------ |
| 1977-78   | 3      | Segona Divisió B | 14è     |              |
| 1978-79   | 3      | Segona Divisió B | 9è      |              |
| 1979-80   | 3      | Segona Divisió B | 1r      |              |
| 1980-81   | 2      | Segona Divisió   | 12è     |              |
| 1981-82   | 2      | Segona Divisió   | 15è     |              |
| 1982-83   | 2      | Segona Divisió   | 14è     |              |
| 1983-84   | 2      | Segona Divisió   | 17è     |              |
| 1984-85   | 3      | Segona Divisió B | 9è      |              |
| 1985-86   | 3      | Segona Divisió B | 14è     |              |
| 1986-87   | 4      | Tercera Divisió  | 1r      |              |
| 1987-88   | 3      | Segona Divisió B | 6è      |              |
| 1988-89   | 3      | Segona Divisió B | 3r      |              |
| 1989-90   | 3      | Segona Divisió B | 7è      |              |